# Jerry Juhl
Jerome Ravn Juhl, detto Jerry (Saint Paul, 27 luglio 1938 – San Francisco, 26 settembre 2005), è stato uno sceneggiatore statunitense.

## Filmografia parziale
- Sam and Friends (1955-1961) - interprete
- The Cube (1969-1971)
- Sesamo apriti (Sesame Street) (1969-1975)
- The Great Santa Claus Switch (1970)
- Tales from Muppetland: The Frog Prince/The Frog Prince (1971) - voce
- Tales from MuppetLand: The Muppet Musicians of Bremen/The Muppet Musicians of Bremen (1972)
- The Muppets Valentine Show (1974)
- Muppet Show (The Muppet Show) (1976-1981)
- Emmet Otter's Jug-Band Christmas (1977)
- The Muppets Go Hollywood (1979)
- Ecco il film dei Muppet (The Muppet Movie) (1979)
- The Muppets Go to the Movies (1981)
- Giallo in casa Muppet (The Great Muppet Caper) (1981)
- Fraggle Rock (1983)
- The Muppets: A Celebration of 30 Years (1986)
- A Muppet Family Christmas (1987)
- The Jim Henson Hour (1989)
- The Muppets at Walt Disney World (1990)
- The Muppets Celebrate Jim Henson (1990)
- Festa in casa Muppet (The Muppet Christmas Carol) (1992)
- I Muppet nell'isola del tesoro (Muppet Treasure Island) (1996)
- I Muppets venuti dallo spazio (Muppets from Space) (1999)